# Engel, noch tastend
Engel, noch tastend ist ein Aquarell von Paul Klee aus dem Jahre 1939.

## Beschreibung
Klees Engel, noch tastend mit blondem Haar, großen blauen Augen und einem roten Mund ist nach unten geneigt zur rechten Seite des Bildes. Der ausgestreckte Arm des Engels mit den drei Fingern und dem nach vorn gerichteten Daumen teilt das Bild in eine helle obere und dunkle untere Hälfte. Nach seiner Entlassung als Professor, seiner Qualifizierung zum „entarteten Künstler“ und der Feststellung einer damals unheilbaren Krankheit bei ihm, malte Klee seine Engel mit kindlichem Humor. Seine Engel sind keine transzendenten mystisch entrückten Wesen.
Von insgesamt 28 Engelbildern, die er im Verlauf des Jahres 1939 malte, entstanden im Jahr seines Todes 1940 bis Mai noch weitere vier Bilder mit dem Engel als Thema.